# Barranc de la Solaneta des Guineus
El Barranc de la Solaneta des Guineus és un barranc del terme municipal de Sort, a la comarca del Pallars Sobirà, dins del que fou l'antic terme de Llessui.
Es forma a la Solaneta des Guineus, a la zona meridional del paratge de Pamano, des d'on davalla cap a llevant per a abocar-se en el Barranc de Pamano just a ponent dels Prats del Bonyente, al nord-oest de la Borda del Roi i dels Corrals del Bonyente.
Al sud del curs d'aquest barranc discorre el de la Font des Vistes.